# Antoine Wiertz
Antoine Joseph Wiertz (22. února 1806 Dinant – 18. června 1865 Ixelles) byl belgický malíř, sochař a grafik, poředstavitel raného romantismu a kritického realismu.

## Život
Již od útlého věku se projevoval jako umělecký talent. V roce 1820 nastoupil ke studiu malířství na antverpskou akademii. V roce 1828 byl druhý v Římské ceně, roku 1832 ji vyhrál a obdržel stipendium. V letech 1829–1832 studoval v Paříži, po výhře Římské ceny v letech 1834–1837 na Akademii v Římě. Tam dokončil své první velké dílo, Boj Řeků s Trojany o Patroklovo tělo (dokončeno 1836, dnes v BAL). Po návratu z Říma působil v Lutychu. V roce 1848 přesídlil do Bruselu a v roce 1850 mu belgický král Leopold I. na státní náklady zařídil ateliér v Ixelles (dnešní předměstí Bruselu, kde je nyní Wiertzovo muzeum, část Musées royaux des Beaux-Arts de Belgique).

## Dílo
Své romantické náměty krásných a smyslných dívek často konfrontuje s realitou mravního úpadku nebo smrti. Společnost minulosti i současnosti předvádí v ustavičném boji či zápasu.  

## Galerie

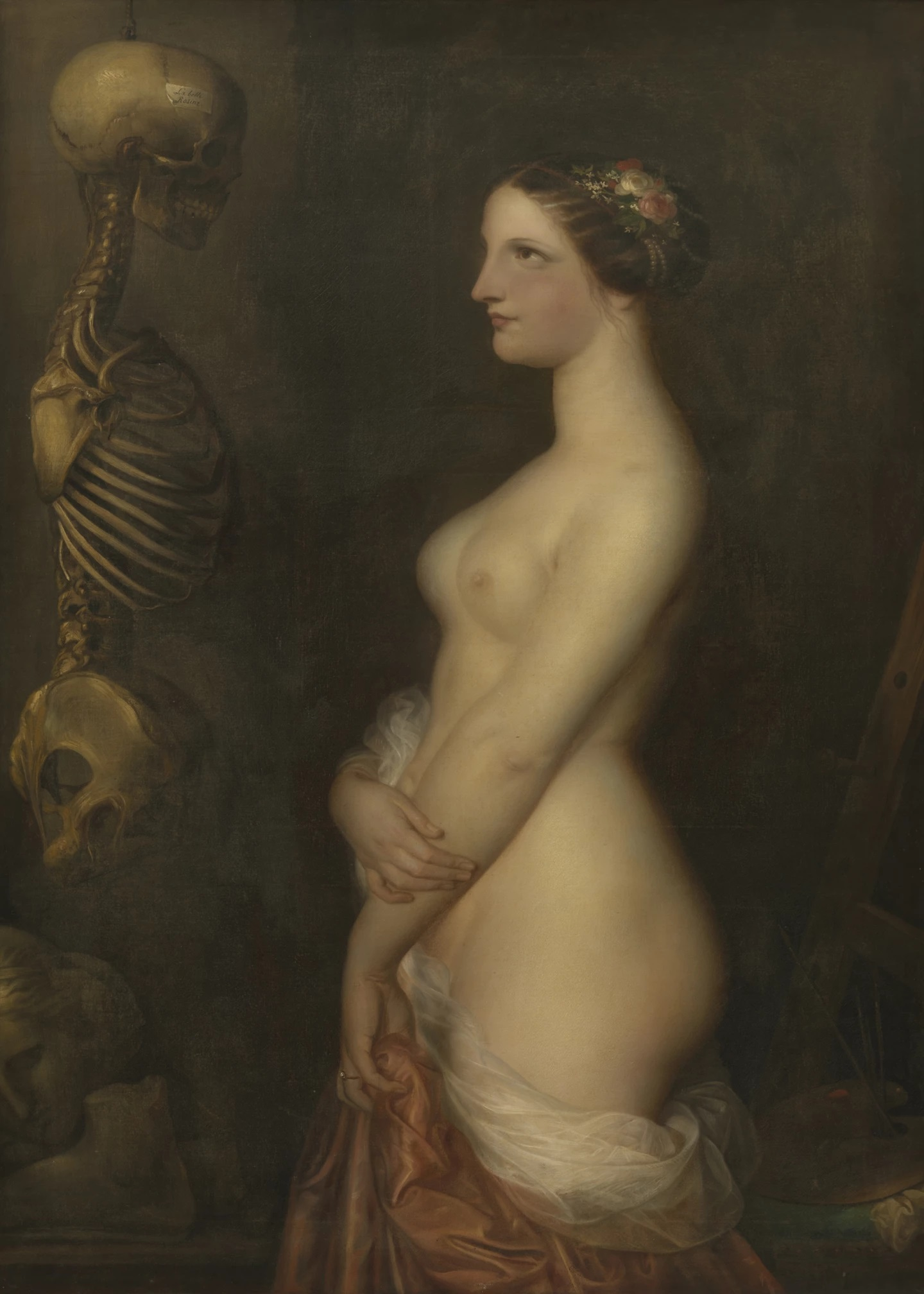
Krásná Rosina a Smrt (Dvě mladé dívky), 1847
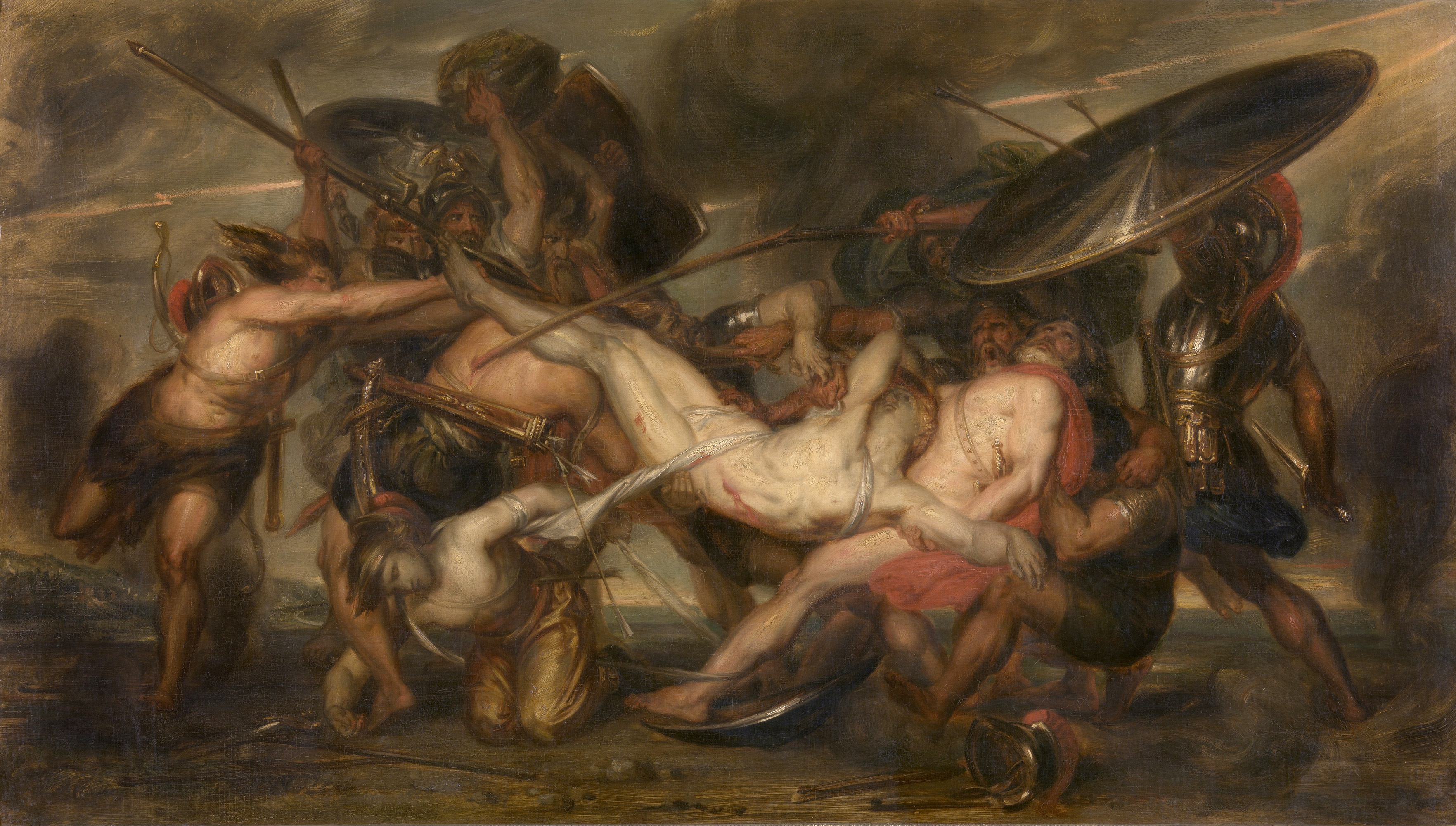
Boj Řeků s Trójany o Patroklovo tělo
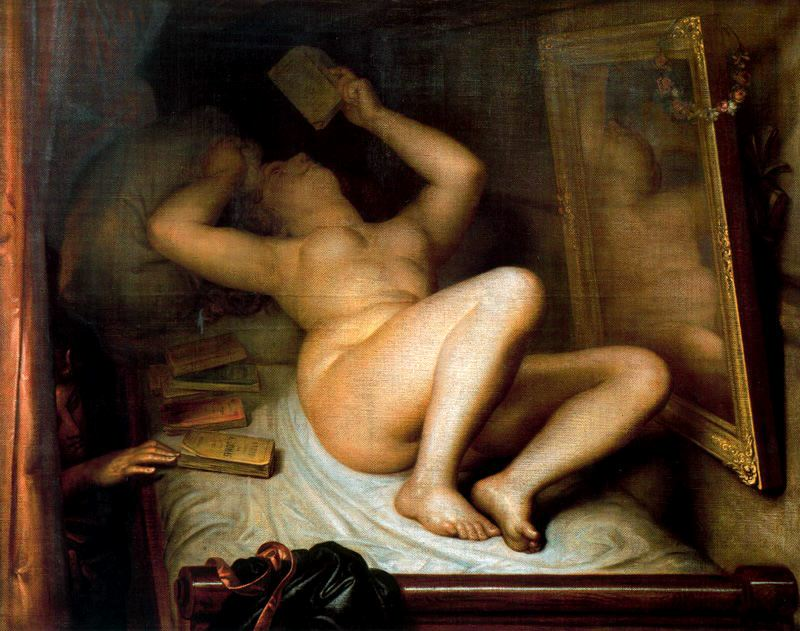
Čtenářka románu, 1853
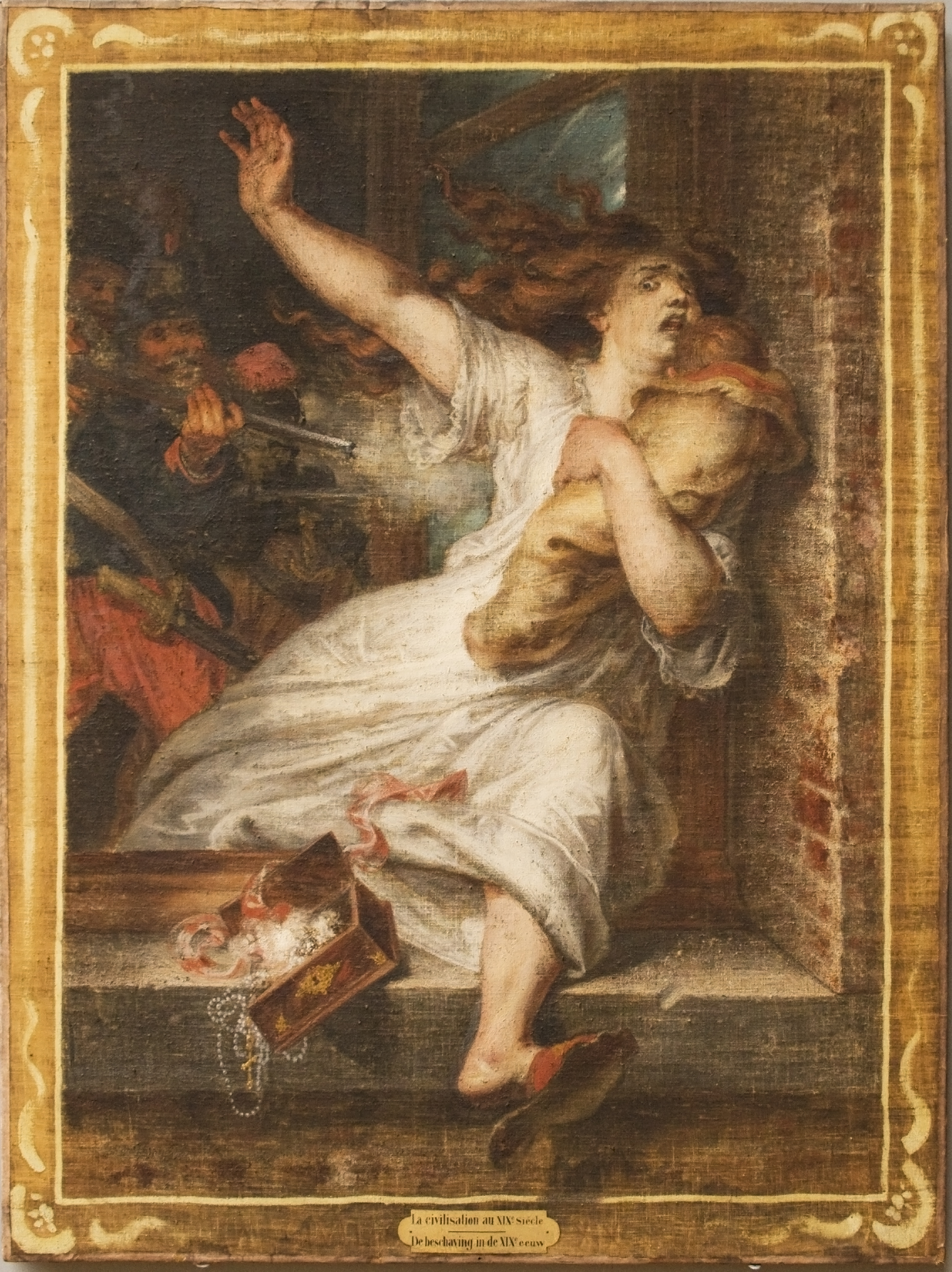
Civilizace  v XIX. století
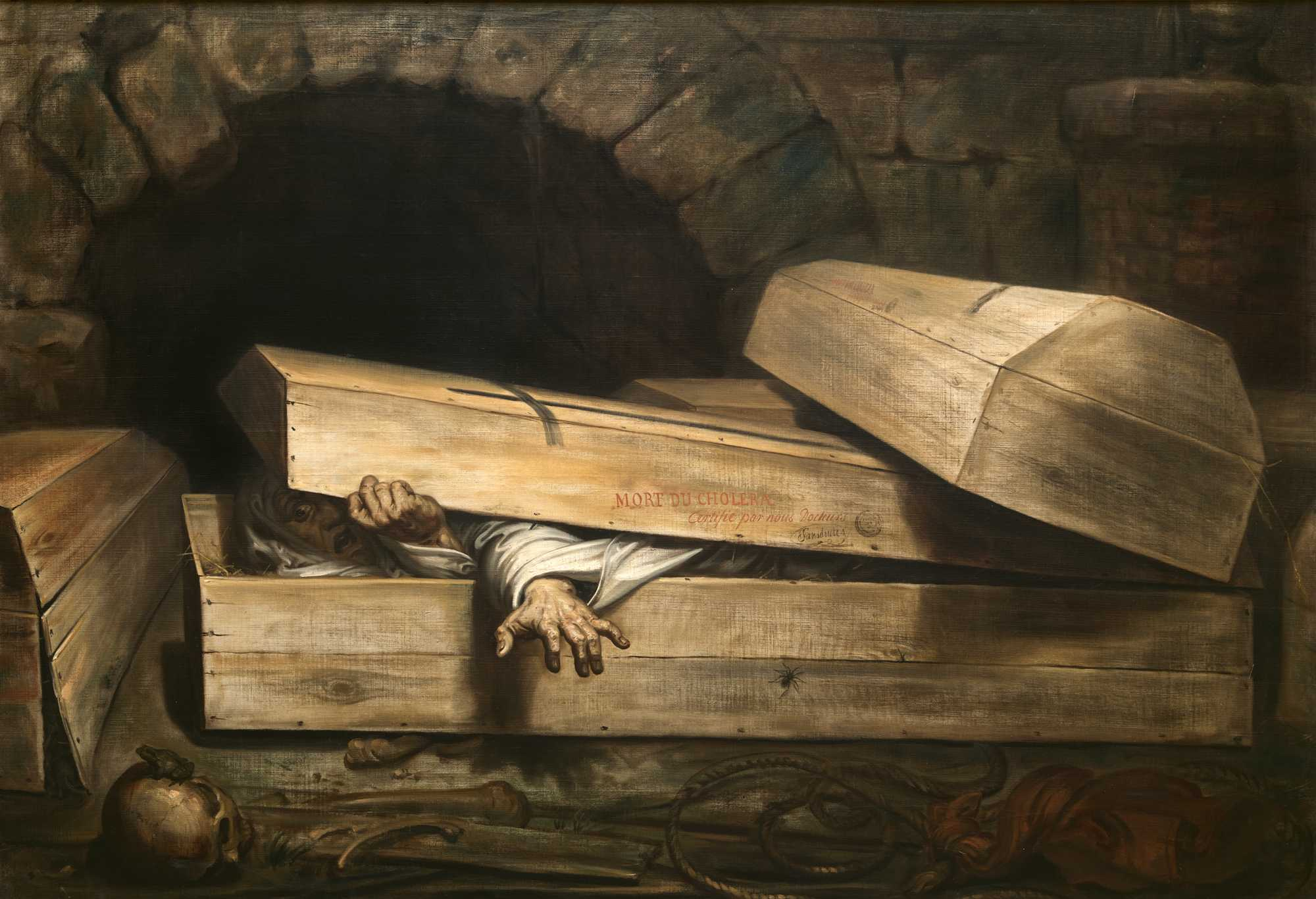
Předčasný pohřeb, 1854
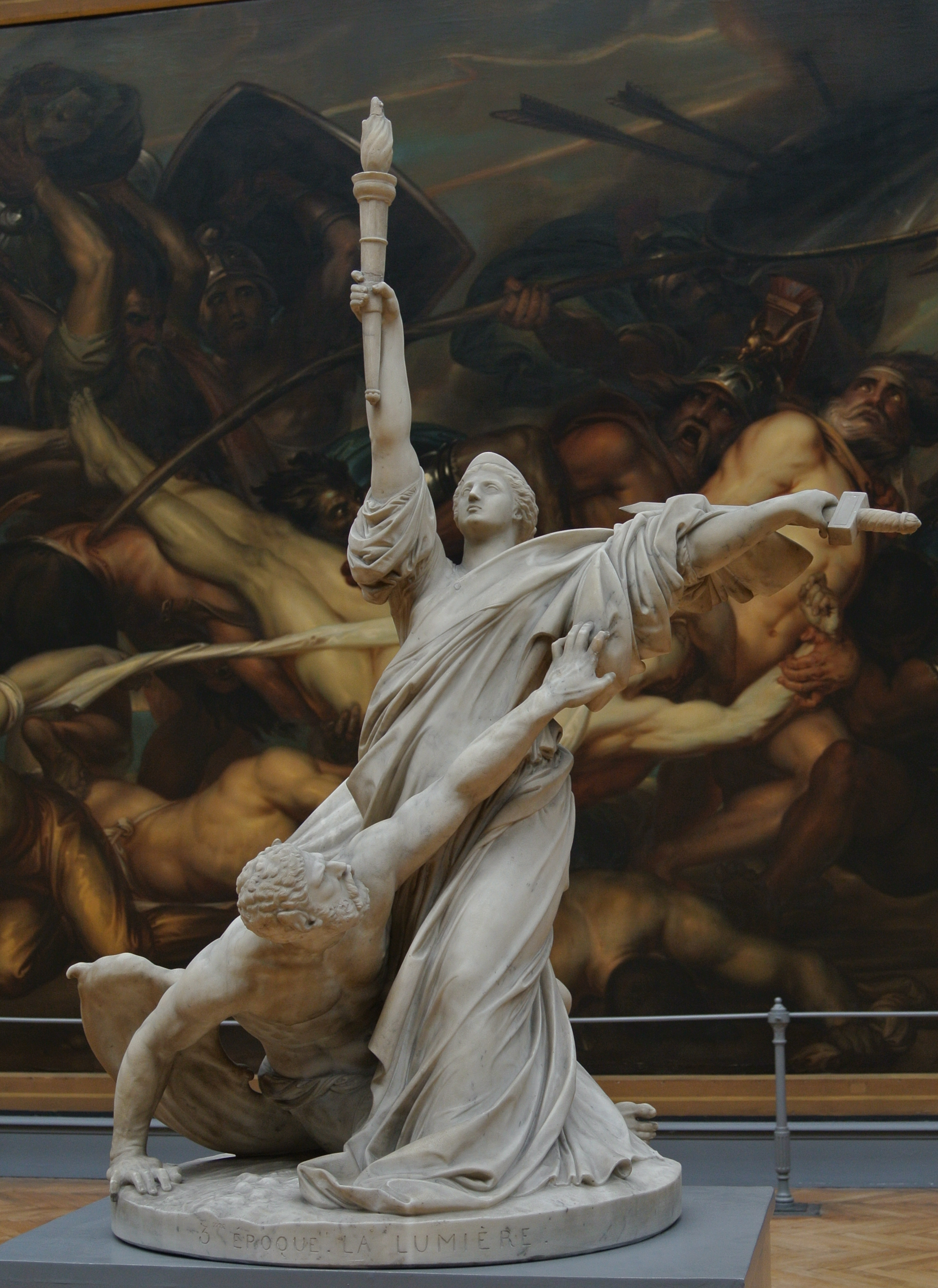
Triumf světla